# بالاتون‌آکالی
بالاتون‌آکالی (به مجاری: Balatonakali) یک شهرداری در مجارستان است که در ناحیه بالاتون‌فورد واقع شده‌است. بالاتون‌آکالی ۳۶٫۲ کیلومتر مربع مساحت و ۷۳۳ نفر جمعیت دارد.